# Ramón Cantos Saiz de Carlos
Ramón Cantos Saiz de Carlos fou un enginyer i polític valencià, fill de Vicente Cantos Figuerola, i com el seu pare, militant del Partit d'Unió Republicana Autonomista. Fou elegit diputat per la província de València a les eleccions generals espanyoles de 1933.